# Gladys Meilinger de Sannemann
Gladys Meilinger de Sannemann (Encarnación, Paraguay 3 de mayo de 1929 - Asunción, Paraguay 30 de enero de 2014) fue una médica, activista y defensora de los derechos humanos paraguaya que luchó contra la dictadura de Stroessner y fue una de las primeras personas que aportó y publicó pruebas del Operativo Cóndor.

## Biografía
Gladys Meilinger de Sannemann nació en Encarnación, Paraguay en 1929. Su padre, Dr. Karl Meilinger era un inmigrante paraguayo y su madre, Josefa Montanía, era paraguaya.
Estudió medicina en la Facultad de Ciencias Médicas de la Universidad Nacional de Asunción donde se graduó en 1957. Em 1968 se especializó en Alergologia en el Servicio de Alergias del Hospital Municipal de Niños en Buenos Aires y estudió una especialización en Dermatología, Venereología y Alergología en Alemania Occidental.
Durante su exilio en Venezuela, entre 1980 y 1983, trabajó en el Servicio de Parasitología de la División de Endemias Rurales-Malariología, en la ciudad de Maracay, y ejerció como médica jefe en la Medicatura Rural de Urama, en el estado de Carabobo.
Falleció en Asunción el 30 de enero de 2014.

## Activismo
Durante la dictadura de Stroessner, Gladys atendió a numerosas personas que fueron torturadas por el régimen, a quienes derivaban desde los centros de detención y tortura por la gravedad de las heridas. Gladys en conjunto con el también médico Agustín Goiburú, se negaban a firmar los certificados de defunción de los presos políticos que morían a causa de las torturas. Está posición la llevó al enfrentamiento con el régimen y posteriormente al exilio, trasladándose con su familia a Posadas, Argentina.
En 1976, el mismo día que tuvo lugar el golpe de militar en Argentina, fue secuestrada por militares argentinos en Posadas por su participación en el MOPOCO. Su marido Rodolfo fue también detenido cuando trataba de liberarla.
Fue trasladada a Asunción y durante casi un año estuvo detenida en el Penal de Emboscada. Durante su cautiverio habilitó un pequeño consultorio médico para atender las necesidades de los otros presos.
El 19 de marzo de 1977, fue trasladada nuevamente a Argentina, donde quedó detenida en la ESMA junto a su hija Ruth Sannemann que había ido a Emboscada visitarla. Esta detención en al ESMA llegó a los oídos del embajador de la Alemania Federal en Buenos Aires que hizo los trámites necesarios para que fuesen liberadas y que pudiesen salir exiliadas para Venezuela primero y después para Alemania Federal.
Gladys regresó a Paraguay junto con su marido en septiembre de 1988, tras la firma de una amnistía limitada concedida por Stroessner, que permitió el regreso de otros disidentes exiliados. Por ser «colorados disidentes», sufrieron una vigilancia constante por parte de guardias e informantes.
Gladys fue una de las primeras personas que aportó pruebas de la existencia del Operativo Cóndor. En 1989 publicó "El Paraguay En El Operativo Cóndor: Represión e Intercambio Clandestino De Prisioneros Políticos En El Cono Sur"

## Publicaciones
- s.d - Tres Años de labor en la Medicatura Rural de Urama.
- 1989 - El Paraguay En El Operativo Cóndor: Represión e Intercambio Clandestino De Prisioneros Políticos En El Cono Sur, RP Ediciones; Asunción, Paraguay[8]